# Opération Quicksilver

Symbole du fictionnel 1st U.S. Army Group.

L’opération Quicksilver s'inscrit dans l'opération Fortitude de faux débarquements, qui fait partie de la stratégie globale de diversion appelée opération Bodyguard.
Pendant la Seconde Guerre mondiale, les Alliés organisèrent une vaste opération de désinformation de l'armée allemande. Pour ce faire, une armée fantôme fut créée, le FUSAG, notamment à l'aide d'équipements factices destinés à imiter de vraies concentrations de troupes, et les ondes furent envahies de fausses communications radios. Elle fut dirigée par le général Patton, puis par Lesley McNair.
La FUSAG pour First United States Army Group (premier groupe d'armées des États-Unis) créé en 1943 devient entièrement imaginaire lors de sa transformation en tant que 12e groupe d'armées des États-Unis. Son chef, le général Patton, reconnu pour ses qualités en matière de blindés, est le seul élément réel dans cette mascarade et apporte de la crédibilité à cette armée.
L'objectif de cette manoeuvre est de faire croire à l'existence de deux groupes d'armées pouvant débarquer en Europe dans des opérations différentes. La ruse consiste à laisser penser aux chefs militaires nazis que le Débarquement sur les plages de Normandie le 06 juin 1944 (aussi connu sous le nom d'opération Overlord) n'était qu'une diversion et que les Alliés possédaient assez de troupes pour procéder à un deuxième débarquement en Pas-de-Calais, confortant Adolf Hitler dans son idée. 
Patton partant prendre le commandement de la IIIe armée américaine en juillet 1944, il devait être remplacé à son poste fictif par le général Lesley McNair, mais ce dernier fut tué par une erreur de bombardement lors de l'opération Cobra.
L'opération Quicksilver se compose elle-même de 6 opérations distinctes de désinformation.
Quicksilver I : Le FUSAG. Des leurres sont créés, allant du plus perfectionné (voir lien), au plus basique (voir lien).  Ces images sont celles de chars, mais il existe aussi de faux avions : image.
Quicksilver II : Faux réseaux radios simulant l'activité de grandes unités, cette opération mobilise près de 1500 opérateurs.
Quicksilver III : Mise en place de faux moyens de débarquement pour leurrer la reconnaissance aérienne allemande.
Quicksilver IV : Centralisation des bombardements aériens dans la zone du Pas-de-Calais. Mise en place de faux aérodromes et faux bombardiers qui sont montrés à des personnes susceptibles de transmettre ces fausses informations, comme des diplomates de pays neutres.
Quicksilver V : Un faux port pétrolier à Douvres.
Quicksilver VI : Commencée à la mi-mai 1944, cette opération simule des concentrations de troupes dans les zones d'embarquement. La cible de la mesure est l'aviation de reconnaissance allemande, laquelle est incapable de remplir sa mission.